# Similaun
De Similaun ([ˌzimiˈlaʊ̯n]ⓘ) is een 3607 meter hoge bergtop in de Ötztaler Alpen in Tirol. Sinds de opdeling van Tirol in 1919 ligt de berg op de grens tussen Oostenrijk en de autonome regio Trentino-Zuid-Tirol in Italië. Dicht in de buurt van de bergtop bevindt zich ook de Tisenjoch, bij de Hauslabjoch, waar in september 1991 de ijsmummie Ötzi werd gevonden. Ten westen van de Similaun ligt de 3017 meter hoge Niederjoch. Het is via deze bergpas dat Italiaanse schaapherders jaarlijks met hun kudde naar de vochtigere Oostenrijkse berghellingen trekken om daar de zomer door te brengen. Hun terugkeer over de gletsjer wordt dan ook iedere keer afgesloten met tal van festiviteiten in het Zuid-Tiroolse Schnalstal, vanwaar de boeren afkomstig zijn.